# To Walk a Middle Course
To Walk a Middle Course ist das zweite Studioalbum der amerikanischen Sludge-Band Kylesa.

## Entstehung
Die Titel des Albums wurden von der Band in ausgedehnten Jamsessions gemeinschaftlich geschrieben, sie traf sich über einen Zeitraum von etwa einem halben Jahr nahezu jeden Tag zum Proben. Die Texte stammen von Phillip Cope und Laura Pleasant. Produziert wurde das Album von Alex Newport, einem der Gründer von Fudge Tunnel, es war das erste Mal für die Band, dass sie mit einem professionellen Produzenten gearbeitet hatte. Die Aufnahmen fanden im Oktober 2004 in Los Angeles statt und die Band zeigte sich zufrieden mit dem Ergebnis, dessen Sound besser war als alles, was sie bisher aufgenommen hatte.

## Titelliste
1. In Memory – 4:29
2. Fractured – 2:43
3. Train of Thought – 3:29
4. Motion and Presence – 4:26
5. Welcome Mat to an Abandoned Life – 3:38
6. Bottom Line – 2:48
7. Eyes Closed From Birth – 3:56
8. Shatter the Clock – 4:46
9. Phantoms – 6:15
10. Crashing Slow – 3:35

## Rezeption
Noch vor Erscheinen des Albums führte das amerikanische Musikmagazin Spin die Band als „das nächste große Ding“ und hob die Vielfältigkeit der musikalischen Einflüsse von Black Flag bis Black Sabbath hervor. Die Kritiken zum Album fielen dementsprechend positiv aus. Oliver Fröhlich vom Ox Fanzine bezeichnete das To Walk a Middle Course als „echtes Highlight“, die überwiegend im mittleren Tempobereich angesiedelte Musik blase einen förmlich um und besonders der Gesang von Laura Pleasant sei „eine Macht“. Stilistisch sieht er Kylesa noch als Punk-Band, allerdings mit Einflüssen aus Crust, Metal und Psychedelic. Alex Henderson von Allmusic tut sich schwer mit der Einordnung der Musik in ein bestimmtes Genre und wählt als allgemeinen Begriff Alternative Metal. Er hebt besonders die Abwechslung zwischen lauten, dissonanten und leisen, stimmungsvollen Passagen hervor, meint aber, dass das Album stellenweise unentschlossen wirke.